# Gemeindebackhaus (Merlach)

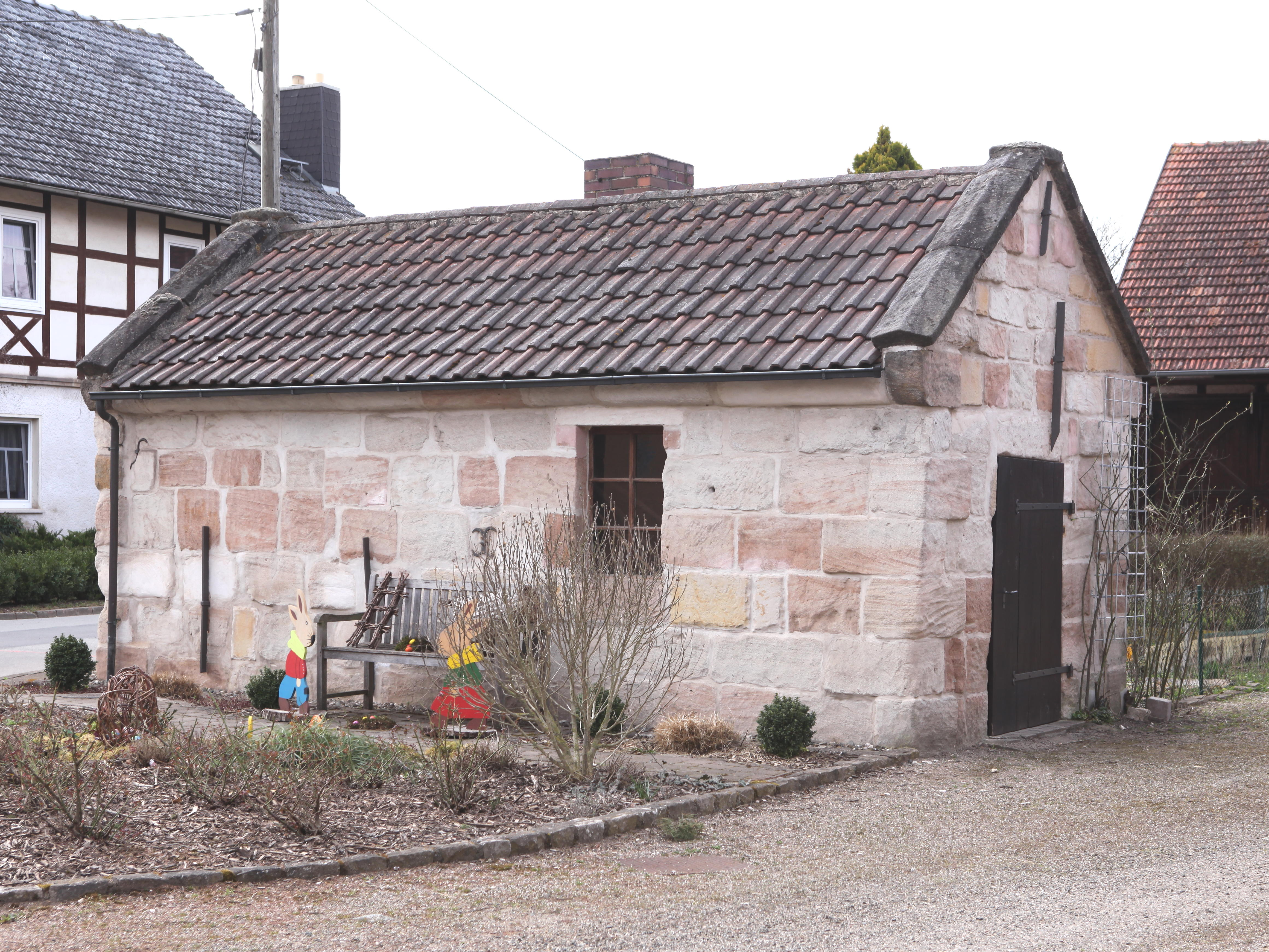
Gemeindebackhaus in Merlach

Das Gemeindebackhaus in Merlach, einem Stadtteil von Seßlach im oberfränkischen Landkreis Coburg in Bayern, wurde Mitte des 19. Jahrhunderts errichtet. Das Backhaus an der Merlacher Hauptstraße ist ein geschütztes Baudenkmal.
Der erdgeschossige Sandsteinquaderbau mit Satteldach besitzt noch die funktionsfähige Innenausstattung. 